# Batalla de la Todolella
La batalla de la Todolella fou una de les batalles de la Guerra de Successió Espanyola

## Antecedents
Després de l'expulsió dels francesos d'Alemanya, Itàlia i els Països Baixos, l'acció de la guerra passà a la península Ibèrica. El 1706, el general portuguès Marquês das Minas va envair Castella des de Portugal, arribant, fins i tot, a prendre Madrid, però aquesta fou recuperada per un exèrcit comandat per Felip de Borbó i pel duc de Berwick. El 1707, el comte de Galway va fer un altre intent de prendre Madrid, però el duc de Berwick el derrotà a la batalla d'Almansa el 25 d'abril; a partir d'aleshores, la guerra a la península va desenvolupar-se en tot un seguit d'escaramusses sense cap resultat decisiu. El 1710, els aliats van dirigir una ofensiva a la península Ibèrica, en la qual el comte de Stanhope, després de vèncer a la batalla de Monte de Torrero, es va aturar deu dies per restablir les institucions a l'Aragó.

## La batalla
La batalla suposà la victòria maulet en sagnant batalla al pont del riu Cantavella, en la que els botiflers de Morella ixeren a rebutjar els miquelets, però foren rebutjats en inferioritat numèrica.

## Conseqüències
comte de Stanhope va aconseguir arribar a Madrid juntament amb Carles d'Àustria, però fou obligat a rendir-se a Brihuega quan arribaren reforços de França. A partir d'aleshores, però, l'aliança antiborbònica va començar a desfer-se.